# 博爾丁嶺
68°2′S 66°55′W / 68.033°S 66.917°W
博爾丁嶺（英語：Boulding Ridge）是南極洲的山嶺，位於葛拉漢地的法利埃海岸，處於托德冰川和麥克拉里冰川之間，以英國研究隊的測量師命名，現時由南極條約體系管理。